# Villa Vallen
Villa Vallen is  een monumentaal pand in Blerick, een stadsdeel van de Nederlandse gemeente Venlo.

## Geschiedenis
In 1896 werd het pand gebouwd door de koopman Martinus Janssen. De villa is vernoemd naar de Blerickse huisarts Jules Vallen die het pand lange tijd bewoonde.
De villa stond tot 1990 leeg. Tijdens die vier jaar van leegstand namen inbrekers delen van het marmer en de glas in loodramen mee. In 1990 werd het pand bewoond door  textielkunstenares Wilmy Peeters en een psychotherapeut Hans Dekkers. Deze nieuwe bewoners trachtten het pand zoveel mogelijk in de oude staat terug te brengen. Het stel organiseerde een expositie in de villa in november 1990 en sindsdien wordt de villa vaker opengesteld voor culturele manifestaties, en werd de stichting Ontmoeting der Muzen opgericht, die vanaf 1991 maandelijks een bijeenkomst (concert, literaire middag, theater-voorstelling) of een expositie organiseerde in de villa.

## Bouwwerk
De villa is gebouwd met Jugendstil-elementen.